# مسجد جیلان‌آباد
مسجد جیلان آباد مربوط به دوره صفوی است و در شهرستان اصفهان، روستای جیلان آباد واقع شده و این اثر در تاریخ ۱۰ خرداد ۱۳۸۲ با شمارهٔ ثبت ۹۰۹۸ به‌عنوان یکی از آثار ملی ایران به ثبت رسیده است.